# Otorohanga
Otorohanga est une ville du sud de la région du Waikato, dans l'île du Nord de la Nouvelle-Zélande, et siège du district éponyme.

## Situation
Elle est localisée à 53 kilomètres au sud de la ville de Hamilton et à 18 kilomètres au nord de celle de Te Kuiti, sur le trajet de la rivière Waipa.

## Toponymie
La ville a brièvement changé de nom en 1986 pour celui d' Harrodsville, à la suite du mouvement de protestation en soutien à un restaurateur, Henry Harrod de Palmerston North qui avait été forcé de changer le nom de son restaurant à la suite du procès intenté par Mohammed Al Fayed, le propriétaire des magasins Harrods de Londres ,.
En manifestation de solidarité pour Henry Harrod et en anticipation d'actions identiques contre le commerce ambiant, il fut proposé que tous les commerces de la ville d'Otorohanga pourraient changer leur nom en « Harrods ».  
Avec le soutien du Conseil de District d’Otorohanga, celui-ci changea temporairement le nom de la ville en Harrodsville.
Après avoir été raillé par les tabloids anglais, Al Fayed abandonna son action en justice et Harrodsville et ses magasins revinrent à leur nom d'origine. Mais la réponse de la ville à ce procès perdura longtemps dans les médias tout autour du monde avec en particulier la « BBC World Service », ainsi que les journaux en Grèce, Arabie Saoudite, Australie et Canada qui couvrirent cette histoire.

## Démographie
il comptait 9 075 habitants lors du recensement de 2006 en Nouvelle-Zélande dont 2 589 dans la ville d'Otorohanga elle-même.

## Activité économique
Le district d'Otorohanga est très rural. S'étendant sur 2 063,44 km2 de terres en grande partie vouées à l'industrie laitière.
C’est une petite ville de service pour la campagne alentour, spécialisée dans les fermes laitières mais elle est aussi connue comme la porte d’entrée des grottes de Waitomo et comme la ville constituant le Kiwiana, le symbole de la Nouvelle-Zélande, et qui jusqu’en 2007, abritait un festival annuel nommé Kiwiana.

## Gouvernance locale

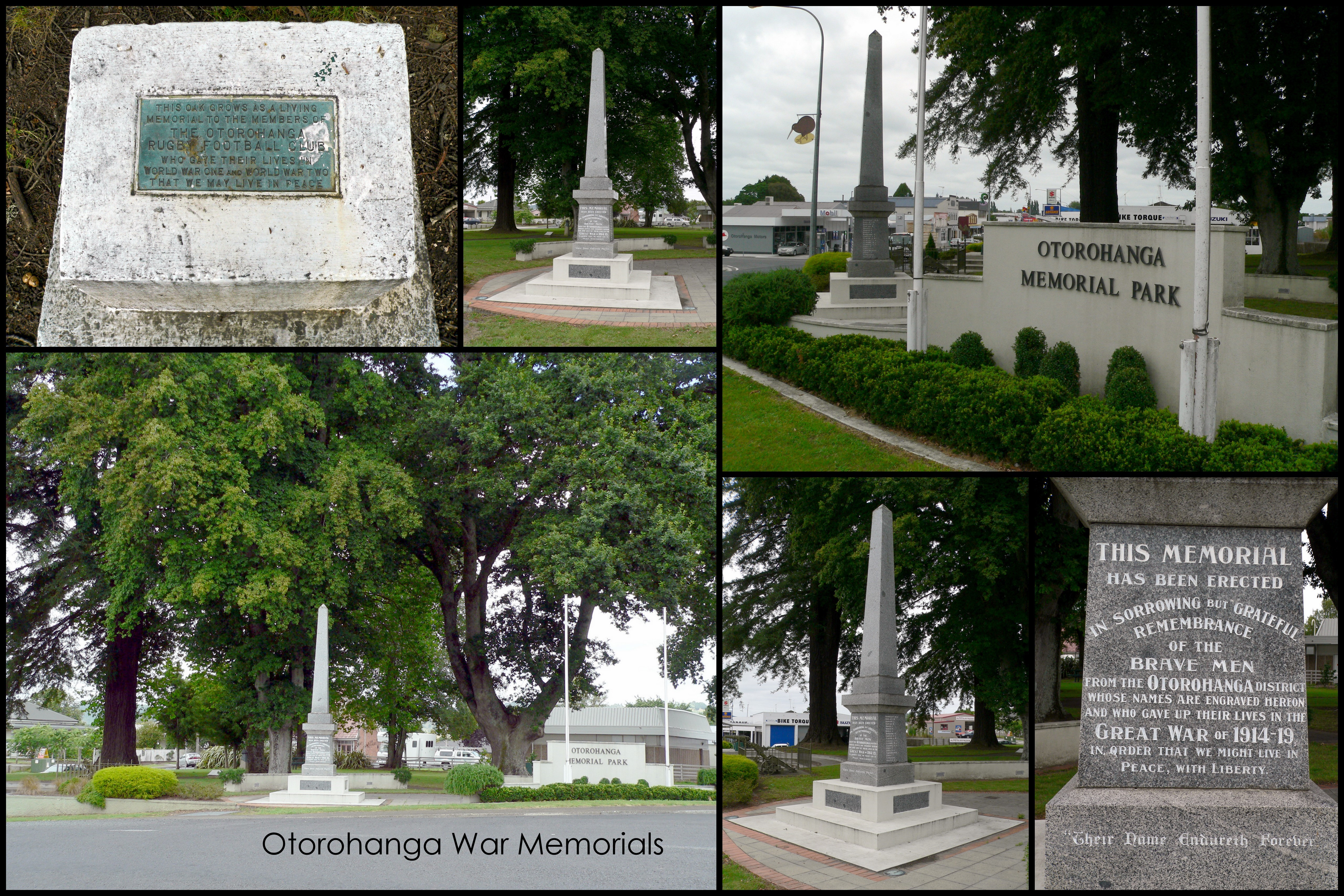
Momnument aux morts d’Otorohanga

Un Kiwi en tole ondulée situé dans Otorohanga

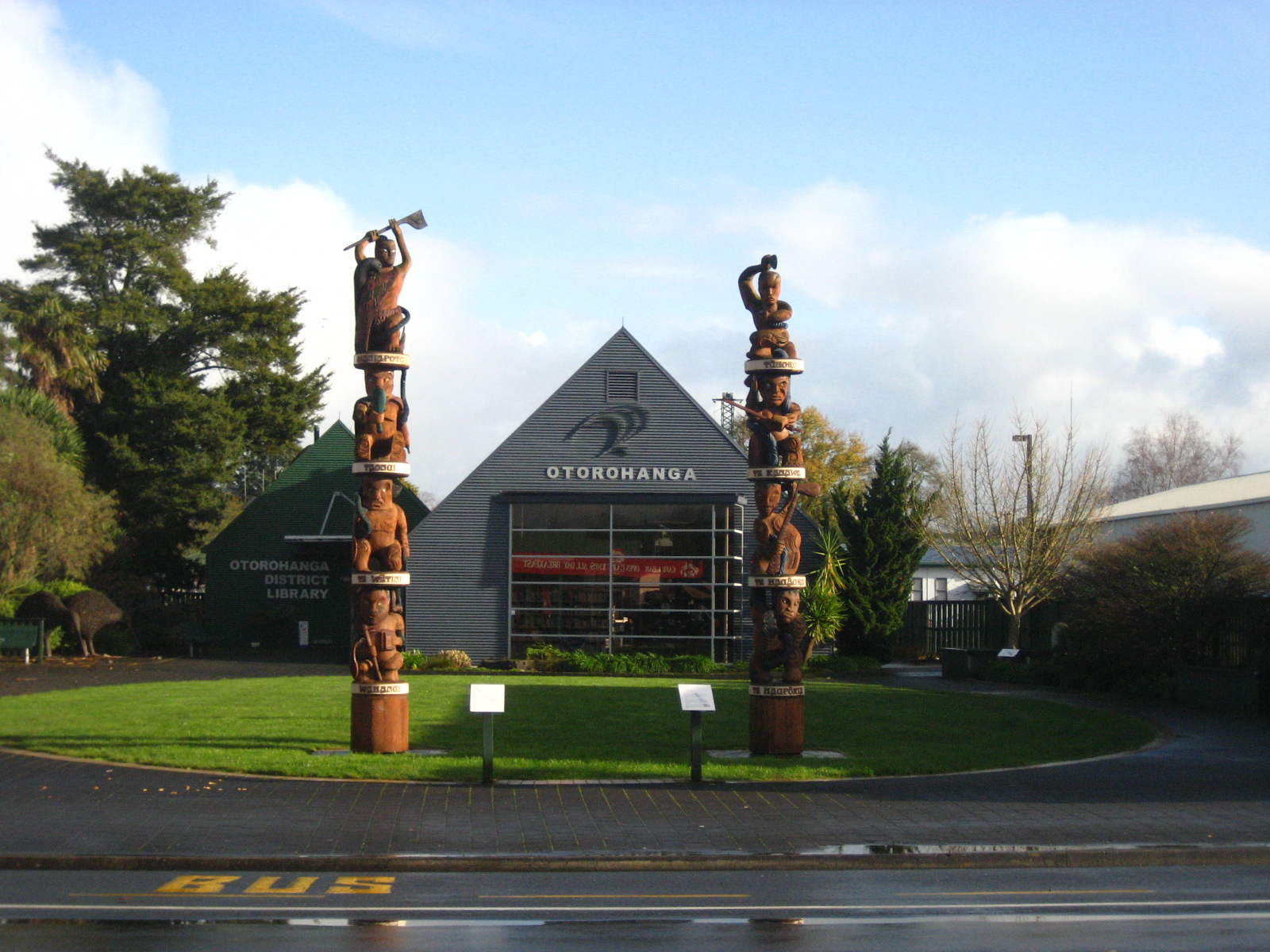
Bibliothèque du district d’Otorohanga

Otorohanga est une partie et le siège du conseil du district d’Otohanga (en). 
Depuis les élections locales de 2013 (en)), Max Baxter a été élu maire.

## Attractions
La ville d’Otorohanga est connue dans le monde entier pour sa maison locale des Kiwis. 
La maison des Kiwis fut le premier endroit dans le monde, où le public en général, a pu voir un kiwi en captivité.
Le nombre de visiteurs reste constant tout au long des années, et on enregistre en moyenne 5 000 visiteurs par mois sur la période 2007 à 2008.  
La ville a aussi une bibliothèque publique, une piscine, un supermarché de l’enseigne Countdown et un McDonald's ouvert 24 heures sur 24.

## Sources
- (en) Otorohanga District Council
- (en) Site officiel de la ville d'Otorohanga
- (en) Final counts – census night and census usually resident populations, and occupied dwellings - Waikato Region, Statistics New Zealand